# 锈腹短翅鸫
锈腹短翅鸫（学名：Brachypteryx hyperythra）为鶲科短翅鸫属的鸟类。分布于印度、锡金以及中国大陆的云南等地，一般生活于地面、见于以栎树为主的常绿阔叶林以及喜在密林下木、灌木丛或竹丛间活动。该物种的模式产地在印度Darjeeling。